# Inserção de pensamento
A inserção de pensamento é definida pela CID-10 como um delírio de que os pensamentos de alguém não são seus, mas sim pertencem a outra pessoa e foram inseridos em sua mente. A pessoa que vivencia o delírio de inserção de pensamento não necessariamente saberá de onde o pensamento está vindo, mas faz uma distinção entre seus próprios pensamentos e aqueles inseridos em suas mentes. No entanto, os pacientes não vivenciam todos os pensamentos como inseridos; apenas alguns, normalmente seguindo um conteúdo ou padrão semelhante. Uma pessoa com essa crença delirante está convencida da veracidade de suas crenças e não está disposta a aceitar tal diagnóstico.
Inserção de pensamento é um sintoma comum de psicose e ocorre em muitos transtornos mentais e outras condições médicas. No entanto, a inserção de pensamento é mais comumente associada à esquizofrenia. A inserção de pensamento, juntamente com a difusão do pensamento, a retirada do pensamento, o bloqueio de pensamento e outros sintomas de primeira ordem, é um sintoma primário e não deve ser confundido com a explicação delirante dada pelo entrevistado. Embora normalmente associada a alguma forma de psicopatologia, a inserção de pensamento também pode ser experimentada naqueles considerados não patológicos, geralmente em contextos espirituais, mas também em práticas culturalmente influenciadas, como mediunidade e psicografia.
Alguns pacientes também afirmaram que, em algum momento, foram manipulados por uma força externa ou interna (dependendo da ilusão que o paciente enfrentava) e só mais tarde perceberam que os pensamentos não eram deles; isso está ligado ao fato de os pacientes “perderem o controle” do que fazem.